# Payzac (Dordogne)
Payzac, okzitanisch Paisac, ist eine französische Gemeinde mit 977 Einwohnern (Stand 1. Januar 2022) im Département Dordogne in der Region Nouvelle-Aquitaine; sie gehört zum Arrondissement Nontron und zum Kanton Isle-Loue-Auvézère. Zuständiger Gemeindeverband ist die Communauté de communes Isle-Loue-Auvézère en Périgord. Die Einwohner werden Payzacois bzw. Payzacoises genannt.

## Geographie

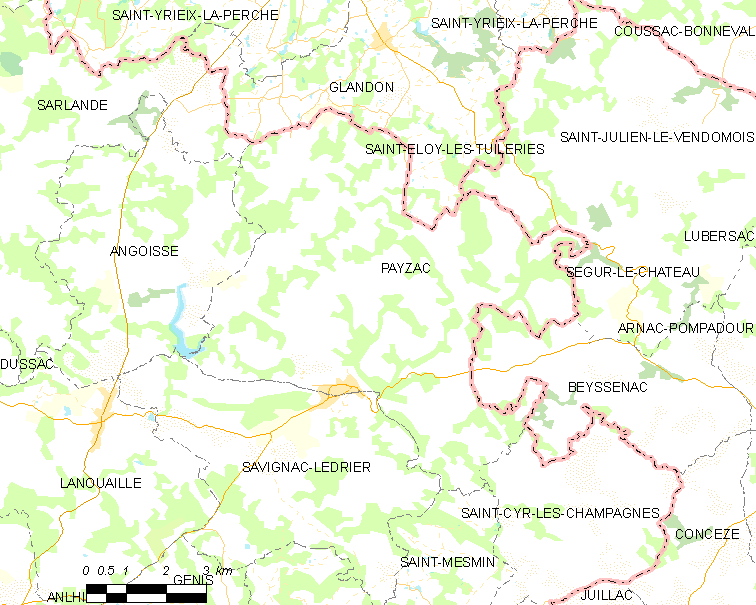
Lagekarte der Gemeinde Payzac

Payzac ist Grenzgemeinde zu den Départements Haute-Vienne und Corrèze.
Der Ortskern liegt auf einer Anhöhe rechtsseitig über dem Tal des Flusses Auvézère, 6 Kilometer östlich von Lanouaille und 13 Kilometer südlich von Saint-Yrieix-la-Perche.
Payzac wird von folgenden Nachbargemeinden umgeben:
| Sarlande | Glandon (Haute-Vienne)                      | Saint-Éloy-les-Tuileries, Ségur-le-Château (beide Corrèze) |
| Angoisse | Kompassrose, die auf Nachbargemeinden zeigt | Beyssenac (Corrèze)                                        |
|          | Savignac-Lédrier                            | Saint-Cyr-les-Champagnes, Saint-Mesmin                     |

Die Gemeinde besteht aus folgenden Geländepunkten, Weilern, Gehöften, Schlössern, Mühlen und einer Schmiede:
Beau Mouly, Biossat, Bossavy, Bourbon Bas, Chaillac, Chaleix, Chanteperdix, Chargnac, Chaux, Deux-Eaux, Deux Rieux, Étang des Chèvres, Étang du Bas, Étang du Porty, Fayevieille (Faye Vieille), Fon du Bos, Forge de Payzac, La Basse Rebière, La Borderie, La Borie, La Bossenie, La Bouterie, La Bregère, La Chassignole Basse, La Chassignole Haute, La Chataignolade, La Cotte, La Croix des Brousses, La Croix Fouillage, La Fon du Loup, La Font du Bois, La Fournerie, La Forge de Payzac, La Gonterie, La Griffonie, La Haute Rebière, La Juvénie, La Lande, La Morelie, La Renaudie, La Reyterie, La Roche Picout, La Rougerie, La Sarlandie, La Tuilerie, La Valette, La Vaysseix, La Vergne Gaillaud, Lage, Landrevie, Las Barbarias, Las Bouegeas, Las Pessas, Las Portas, Laubuge Basse, Laubuge Haute, Lauzelle, Lavaud, Lavergne Gaillaud, Le Bouquet, Le Chatain, Le Châtenet, Le Chavent, Le Cheyroux, Le Clédier, Le Clos Pissou, Le Codert, Le Mas, Le Montet, Le Pénissou, Le Peyrat, Le Pic Nouhaud, Le Pont Laveyrat (Lasveyras), Le Pont Vieux, Le Prélong, Le Puy Vignaud, Le Rouveix, Le Sol, Le Tuquet, Les Agneux, Les Filialères, Les Grands Monts, Les Landes de la Valette, Les Landes du Châtenet, Les Petits Monts, Les Rouvelines, Les Viards (Les Viers), Leyrisse, Maison Neuve, Mayot, Mazieras, Meynet, Mezurat, Morance, Moulin des Agneux, Moulin du Chatain, Moulin de Landrevie, Pagnon, Paradinas, Petit Chaleix, Pierre Levée, Prouilhac (Prouillac), Puy Annet, Rouveix, Singelas, Touvent, Vaulatour, Vaux, Villalou und Villouviers.
Der topographisch niedrigste Punkt der Gemeinde Payzac liegt auf 236 Meter an der Auvézère im Südosten – dort, wo der Fluss die Gemeinde verlässt. Der höchste Punkt nimmt 374 Meter ein und befindet sich im Osten bei Prouilhac. Die absolute Höhendifferenz beträgt 138 Meter, die durchschnittliche Meerhöhe 305 Meter. Das Rathaus kommt auf 330 Meter zu liegen.
Die recht große Gemeinde nimmt eine Gesamtfläche von 47,72 Quadratkilometer ein.

### Verkehrsanbindung
Der Ortskern von Payzac liegt an der von Lanouaille im Westen kommenden D 75, die dann weiter in östlicher Richtung nach Beyssenac führt und dort als D 7 ausgeschildert ist. Den Ortskern erreicht ferner aus Nordwesten die D 80 aus Angoisse, welche weiter nach Saint-Cyr-les-Champagnes im Südosten zieht. Die D 4e stellt eine Verbindung nach Glandon im Norden her (dort dann D 18a). Kleine Kommunalstraßen bedienen die einzelnen Weiler.

### Bodenbedeckung

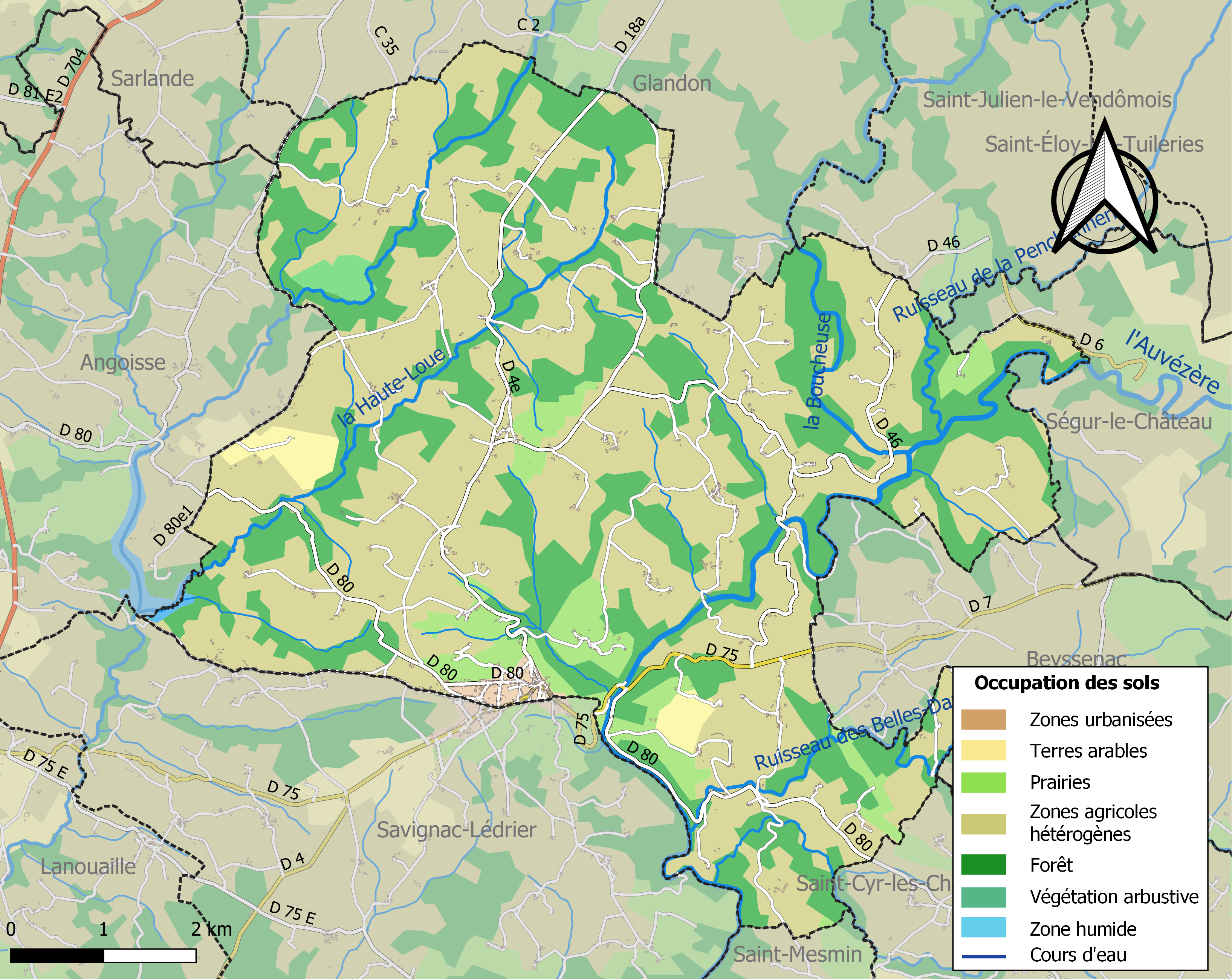
Bodenbedeckung in der Gemeinde Payzac

Die Bodenbedeckung der Gemeinde Payzac schlüsselt sich im Jahr 2018 gemäß der europäischen Datenbank CORINE Land Cover (CLC) wie folgt auf:
- heterogene landwirtschaftliche Nutzung – 60,9 %
- Wälder – 30,7 %
- Wiesen – 5,6 %
- Ackerland – 0,9 %
- baulich beansprucht – 0,7 %
- Buschwerk – 0,6 %
- Kulturland – 0,5 %
- Gewässer – 0,1 %.

Die landwirtschaftliche Nutzung steht eindeutig im Vordergrund. Der Anteil der landwirtschaftlichen Nutzflächen ist von 66,6 % im Jahr 1990 auf 67,9 % im Jahr 2018 leicht angestiegen.

## Klima
Payzac besitzt ein abgeschwächtes ozeanisches Klima  mit gemäßigtem Sommer (Cfb nach Köppen und Geiger), das sich durch folgende Parameter auszeichnet:
| Klimaparameter im Zeitraum 1971–2000 - Jahresmittel: 11,7 °C - Anzahl der Tage unter −5 °C: 3,5 - Anzahl der Tage oberhalb 30 °C: 5,4 - Maximum im Tages-Temperaturunterschied: 14,9 °C - Jahresniederschlag: 1073 mm - Niederschlagstage im Januar: 12,8 - Niederschlagstage im Juli: 7,8 |

Durch den Klimawandel zeichnen sich Erhöhungen im Jahresmittel ab, die sich bereits auch bemerkbar machen. So ist beispielsweise an der 37 Kilometer entfernten Wetterstation in Brive das langjährige Jahresmittel von 12,7 °C für 1971–2000 über 12,7 °C für 1981–2010 auf 13,0 °C für 1991–2020 angestiegen – ein Zuwachs um 0,3 °C innerhalb von 20 Jahren.

## Hydrographie

Hydrographische Karte der Gemeinde Payzac

Hauptfluter in der Gemeinde Payzac sind die Auvézère und die Haute-Loue. Die Auvézère durchfließt im Osten und Südosten die Gemeinde auf mehr als 13 Kilometer, wovon 6,5 Kilometer abschnittsweise als Grenze zu Ségur-le-Château, zu Beyssenac und zu Savignac-Lédrier fungieren. Sie hat 5 rechte und 4 linke Seitenarme. Ein linker Nebenfluss ist der Ruisseau des Belles-Dames, der in seinem Oberlauf als L’Orne bezeichnet wird. Er besitzt eine Gesamtlänge von 12,81 Kilometer und entspringt in der Gemeinde Beyssenac in der Corrèze. Er mündet im Südwesten bei Touvent in die Auvézère, nachdem er das Gemeindegebiet auf 3,5 Kilometer in südwestlicher Richtung durchquert hat. Hiervon bilden 2 Kilometer abschnittsweise die Grenze zu Beyssenac. Rechte Seitenarme der Auvézère sind die Boucheuse und der Ruisseau de la Penchennerie. Die Boucheuse mit einer Gesamtlänge von 38,09 Kilometer fließt auf 3,5 Kilometer durch den Osten der Gemeinde. Sie hat ihre Quelle in Magnac-Bourg in der Haute-Vienne und endet als rechter Seitenarm der Auvézère unterhalb der Mühle von Deux-Eaux. Der 10,39 Kilometer lange Ruisseau de la Penchennerie kommt ebenfalls aus der Haute-Vienne, entspringt aber in Coussac-Bonneval und mündet dann rechtsseitig in die Auvézère 400 Meter oberhalb des Zusammenflusses von Auvézère und Boucheuse. Er durchquert den Osten der Gemeinde auf 5,5 Kilometer.
Die Haute-Loue (im Oberlauf auch Coulon genannt) besitzt eine Gesamtlänge von 18,6 Kilometer, wovon mehr als 8 Kilometer auf das Gemeindegebiet von Payzac entfallen. Sie entspringt im Norden der Gemeinde bei Roche Picout, fließt nach Südwesten und endet als linker Nebenfluss der Loue an der Grenze von Lanouaille und Saint-Médard-d’Excideuil. An der Grenze zu Savignac-Lédrier wird sie zum Badesee Lac de Rouffiac-en-Périgord aufgestaut. Ihr rechter Seitenarm ist die Ganne, die ebenfalls in den Lac de Roufffiac mündet und das Gemeindegebiet zwischen La Faurie und Moulin de la Jarousse in südwestlicher Richtung parallel zur Haute-Loue durchquert.
Auvézère und Haute-Loue gehören zum Flusssystem Isle-Dronne.
Die Gesamtlänge des Entwässerungsnetzes in der Gemeinde Payzac beträgt 86 Kilometer.

## Geologie

Geologische Karte der Gemeinde Payzac

Die Gemeinde Payzac liegt vollständig auf dem metamorphen Grundgebirge des nordwestlichen Massif Central.

### Obere Gneisdecke
In den nördlichen zwei Dritteln des Gemeindegebietes werden Gesteine der Oberen Gneisdecke angetroffen. In der Hauptsache sind dies plagioklashaltige Paragneise der Formation ζ1-2. Sie enthalten als kleinere Einschlüsse Eklogite (δψ) und die aus ihnen hervorgegangenen Amphibolite. Zwei etwas größere dieser Vorkommen finden sich entlang der Nordgrenze westlich von Le Châtenet und bei Pagnon. Eingeschuppt finden sich ferner zwei Epidot-führende Amphibolit- (δ11ep) und zwei Graphitzüge (gra). Die Obere Gneisdecke schließt mit zwei Zügen eines eingeregelten, kataklasierten Granits (γ3-4b). Der südliche der beiden Züge markiert hierbei den Kontakt zur anschließenden Thiviers-Payzac-Einheit. Der mittelkörnige und Myrmekit enthaltende Granit wird mit dem weiter östlich anstehenden Estivaux-Granit in Verbindung gebracht – ausgewalzt durch die in nordwestlicher Richtung erfolgende Deckenüberschiebung der Thiviers-Payzac-Einheit auf die Obere Gneisdecke.

### Thiviers-Payzac-Einheit
Im südlichen Drittel erscheint sodann die Thiviers-Payzac-Einheit, hier vertreten durch den Payzac-Quarzit (tfρ3Χ). Im Payzac-Quarzit sind ebenfalls epidothaltige Amphibolit- und Graphitzüge enthalten. Er enthält ferner Leptynite und Gneise. Am äußersten Südostrand werden gerade noch die Serizitschiefer des Donzenac-Schiefers (S1-2) berührt, welche aus Peliten und Areniten hervorgegangen sein dürften und auch Grauwackenlagen enthalten.
Kleinere Nordost-streichende Störungen bilden Querbrüche im generellen südöstlichen Streichen der Thiviers-Payzac-Einheit und versetzen diese linkshändig – analog zu der weiter westwärts folgenden Dussac-Störung.

### Lockersedimente
Die Gesteine der Oberen Gneisdecke werden an zwei Stellen (südlich von Chassignole Haute und westlich von Aubisse) von Lockersedimenten – pliozänen bis altpleistozänen Flussschottern der Formation Fs – überdeckt. In den Talungen der Auvézère, der Haute-Loue, der Ganne, der Boucheuse und in den Tälern vom Ruisseau de la Penchennerie und vom Ruisseau des Belles-Dames haben sich rezente alluviale Sedimente (Formation K) abgesetzt.

## Naturrisiken

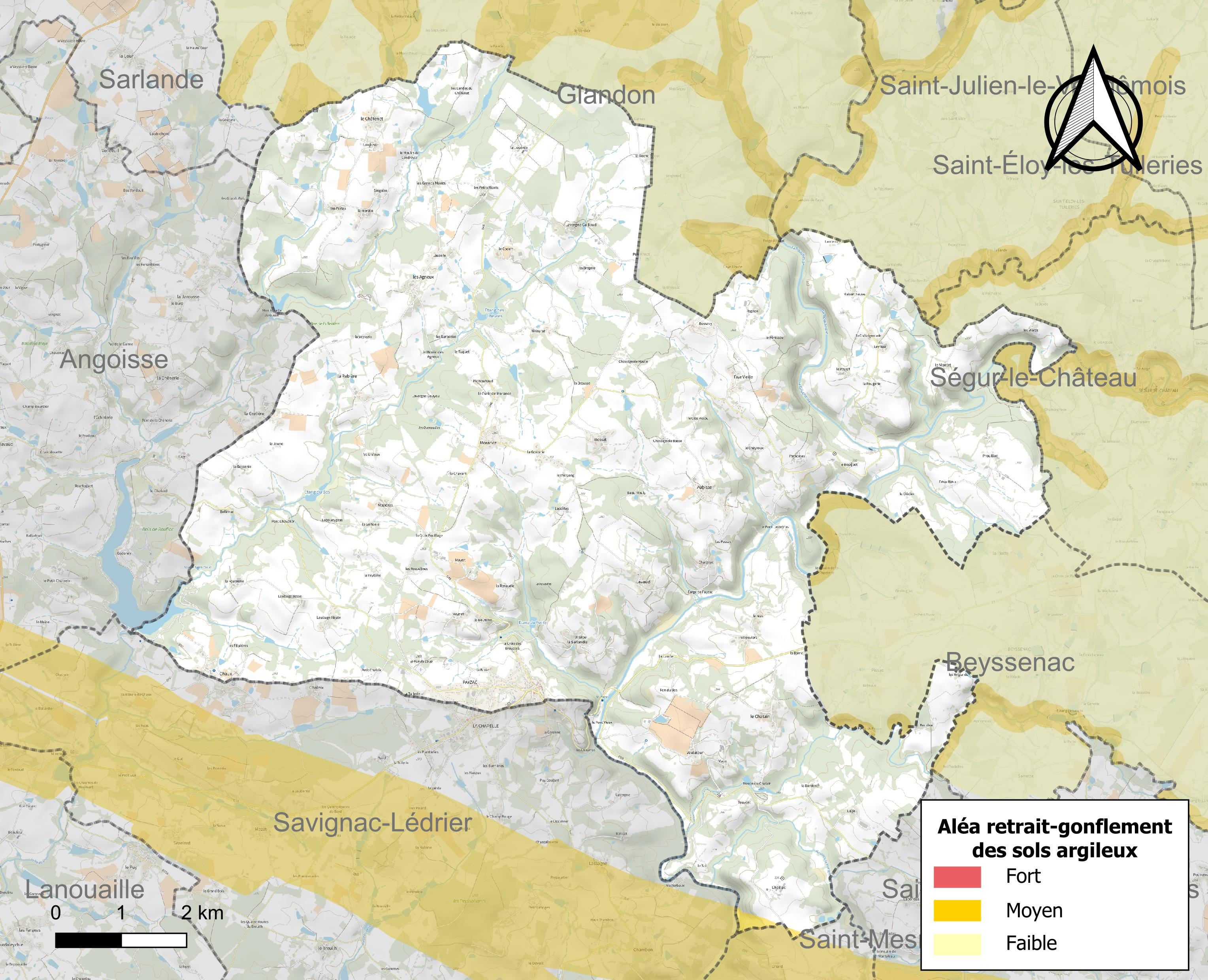
Risikokarte des Quellungs/Schrumpfungsverhältnisses von Tonmineralen in Böden für Payzac

Naturrisiken manifestieren sich in der Gemeinde Payzac als
- Überschwemmungen und den mit ihnen assoziierten Schlammströmen und Hangrutschungen in den Talungen der Auvézère, der Haute-Loue und in deren Seitenarmen
- Dürren
- Stürme
- Bodensetzungen
- Radonemanationen.

In den Jahren 1982, 1993, 1999, 2007 und 2009 kam es aufgrund erhöhter Niederschläge zu größeren Bodenbewegungen und Rutschungen – insbesondere 1999 war schwer betroffen.
Ein herausragendes Wintersturmereignis war das Sturmtief Martin im Dezember 1999, das enorme Schäden an den Wäldern und auch an der Infrastruktur hinterließ. Die Zerstörungen in den Wäldern sind selbst im Jahr 2022 noch zu erkennen.
Wie die Risikokarte zeigt, ist Payzac von der Gefahr durch Bodensetzungen nur marginal betroffen – von geringer Intensität im Bereich des Donzenac-Schiefers im äußersten Süden.
Die Erdbebengefahr ist als relativ niedrig einzustufen, am Westrand des Massif Central sind recht seltene Beben der Stärke 3 auf der Richterskala bekannt.
Die relativ schwache Radongefahr (Zone 2 mit geringem Radonpotential) besteht im Inneren von Gebäuden und geschlossenen Räumen.

## Ökologie

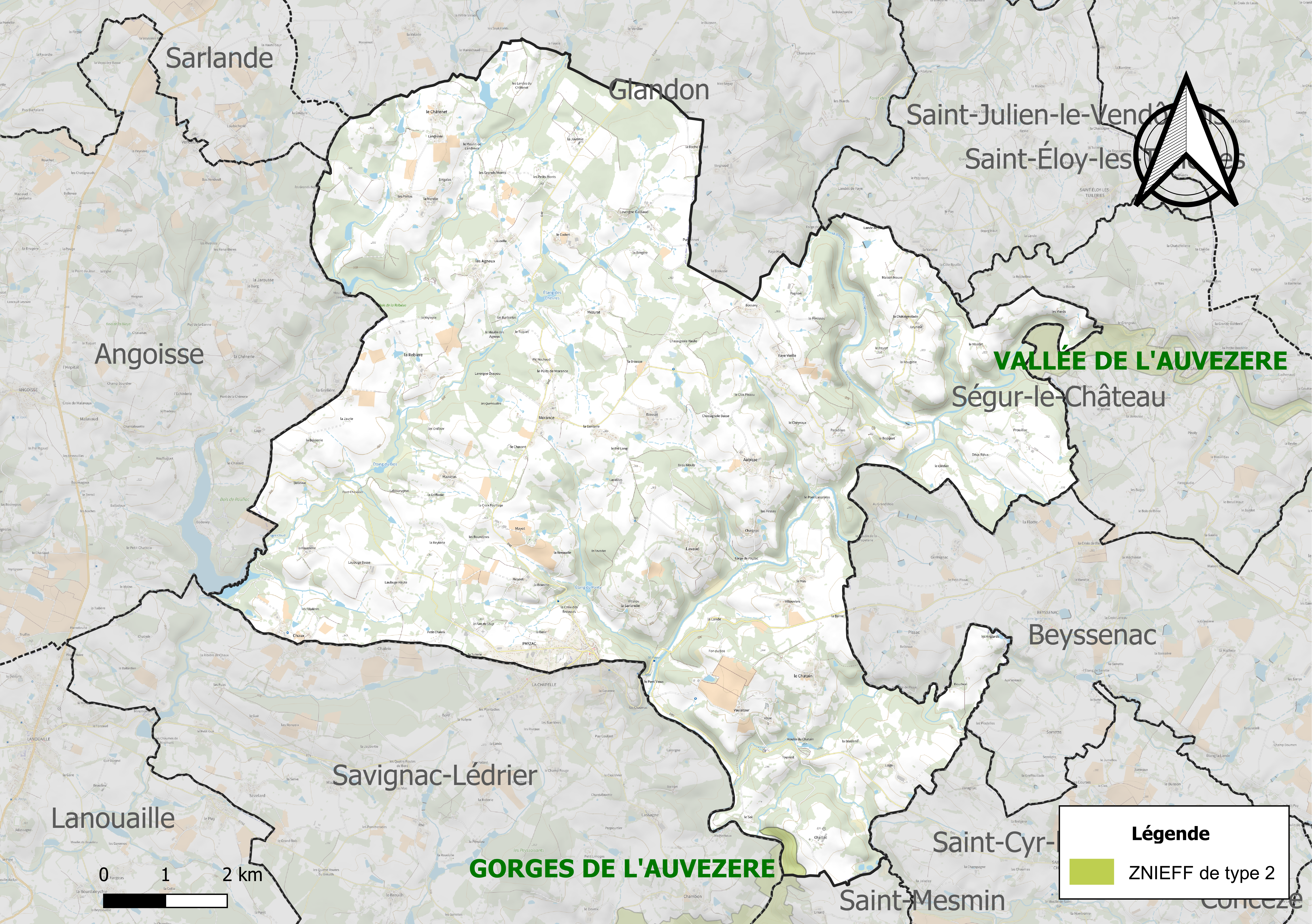
Schutzgebiet des Typus 2 – nur die Schluchten der Auvézère sind dargestellt

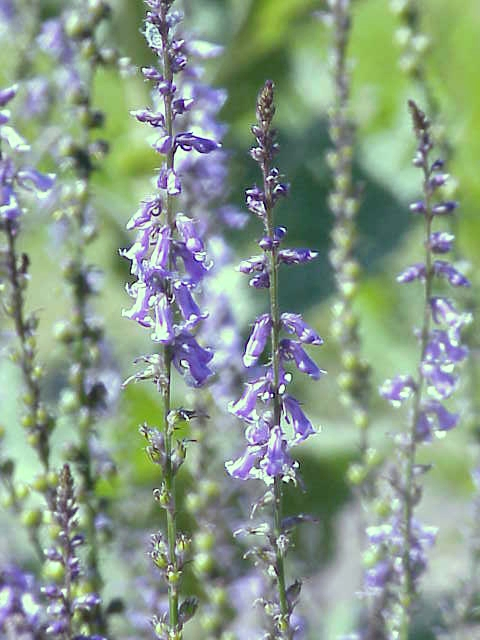
Gänseblümchen-Lochschlund (Anarrhinum bellidifolium)

### Schutzgebiete

#### Schutzgebiete des Typus 2
Die Gemeinde Payzac besitzt zwei Schutzgebiete des Typus 2 (Französisch ZNIEFF = zone naturel d'interêt faunistique et floristique). Einmal das Tal der Haute-Loue mit ihrem Nebenfluss der Ganne sowie die Schluchten der Auvézère (Gorges de l’Auvézère), die sich über fünf weitere Nachbargemeinden erstrecken. Das Gebiet im Tal der Haute-Loue reicht von der Mühle Moulin des Agneux bis zum Badesee von Rouffiac, es umfasst aber auch die Ganne ab La Faurie bis zur Mühle Moulin de la Jarousse.
Das Gebiet der vorwiegend bewaldeten Schluchten der Auvézère befindet sich im äußersten Südosten und erstreckt sich über 700 Meter entlang der Gemeindegrenze zu Saint-Mesmin und zu Savignac-Lédrier. Es wird durch 9 Pflanzenarten charakterisiert. Hierzu gehören: Gänseblümchen-Lochschlund (Anarrhinum bellidifolium), Dünnblättriger Nacktfarn (Anogramma leptophylla), der Streifenfarn Asplenium obovatum, der Lippenfarn Cheilanthes tinaei, Nordischer Streifenfarn (Asplenium septentrionale), Spinnweb-Hauswurz (Sempervivum arachnoideum), Türkenbund (Lilium martagon), das Johanniskraut Hypericum linariifolium und der Bergfarn (Oreopteris limbosperma).

## Geschichte
Payzac gehörte im Mittelalter als Seigneurie zur Vizegrafschaft Limoges. Im Jahr 1608 wurde es von den Bourbonen unter Rigal Dumas (oder Rigaud Dumas) für die Familie du Mas de Paysac angekauft.
Der Ort wurde Peisac, Peyzac, Peyzat, Paysac geschrieben, seit dem Ende des 19. Jahrhunderts dann Payzac. 1961 wurde das offizielle Payzac-de-Lanouaille durch Payzac ersetzt.
Das älteste Bauwerk in Payzac, die Verklärungskirche, stammt wahrscheinlich aus dem 12. Jahrhundert, mit romanischem Querhaus und Chor. Ihre polychrome Pietà datiert ins 15. Jahrhundert. Die Brücke über die Auvézère Pont las Veyras geht ins 13. Jahrhundert zurück. Das Schloss Château de Payzac wurde im 15. Jahrhundert errichtet.

## Bevölkerungsentwicklung
| Jahr | Einwohner |  |
| 1962 | 1506      |  |
| 1968 | 1407      |  |
| 1975 | 1308      |  |
| 1982 | 1205      |  |
| 1990 | 1106      |  |
| 1999 | 1041      |  |
| 2006 | 1059      |  |
| 2008 | 1064      |  |
| 2013 | 1005      |  |
| 2018 | 978       |  |
| 2020 | 971       |  |

Quelle: INSEE
Die Bevölkerungszahlen von Payzac waren von 1962 bis 1999 stark rückläufig, zeigten aber bis 2008 einen leichten Anstieg, um dann erneut zurückzugehen.
Im Jahr 2020 betrug die Bevölkerungsdichte 20,3 Einwohner pro Quadratkilometer.

## Verwaltung
Bürgermeister von Payzac ist seit März 2008 Jean-Michel Lamassiaude. Er gehört der PS an und sitzt im Départementrat. Er wurde im Mai 2020 wiedergewählt.

## Präsidentschaftswahlen 2022
| Kandidaten                       | Kandidaten            | Parteien                      | Parteien            | 1. Wahlgang | 1. Wahlgang | 2. Wahlgang | 2. Wahlgang |
| Kandidaten                       | Kandidaten            | Parteien                      | Parteien            | Stimmen     | %           | Stimmen     | %           |
| -------------------------------- | --------------------- | ----------------------------- | ------------------- | ----------- | ----------- | ----------- | ----------- |
|                                  | Marine Le Pen         | Front national                | FN                  | 159         | 27,27 %     | 254         | 52,70 %     |
|                                  | Emmanuel Macron       | En marche !                   | EM                  | 126         | 21,61 %     | 228         | 47,30 %     |
|                                  | Jean-Luc Mélenchon    | Front de gauche               | FDG                 | 105         | 18,01 %     |             |             |
|                                  | Éric Zemmour          | Reconquête                    |                     | 35          | 6,00 %      |             |             |
|                                  | Valérie Pécresse      | Les Républicains              | LR                  | 46          | 7,89 %      |             |             |
|                                  | Jean Lassalle         | Résistons !                   | R                   | 45          | 7,72 %      |             |             |
|                                  | Anne Hidalgo          | Parti socialiste              | PS                  | 11          | 1,89 %      |             |             |
|                                  | Fabien Roussel        | Parti communiste français     | PC                  | 14          | 2,40 %      |             |             |
|                                  | Nicolas Dupont-Aignan | Debout la République          | DLR                 | 12          | 2,06 %      |             |             |
|                                  | Yannick Jadot         | Europe Écologie-Les Verts     | EELV                | 16          | 2,74 %      |             |             |
|                                  | Nathalie Arthaud      | Lutte Ouvrière                | LO                  | 4           | 0,69 %      |             |             |
|                                  | Philippe Poutou       | Nouveau Parti anticapitaliste | NPA                 | 10          | 1,72 %      |             |             |
|                                  |                       |                               |                     |             |             |             |             |
| Gesamt                           | Gesamt                | Gesamt                        | Gesamt              | 583         | 100 %       | 482         | 100 %       |
|                                  |                       |                               |                     |             |             |             |             |
| Gültige Stimmen                  | Gültige Stimmen       | Gültige Stimmen               | Gültige Stimmen     | 583         | 96,84 %     | 482         | 85,16 %     |
| Ungültige Stimmen                | Ungültige Stimmen     | Ungültige Stimmen             | Ungültige Stimmen   | 19          | 3,16 %      | 84          | 14,84 %     |
| Wahlbeteiligung                  | Wahlbeteiligung       | Wahlbeteiligung               | Wahlbeteiligung     | 602         | 83,03 %     | 566         | 78,18 %     |
| Enthaltungen                     | Enthaltungen          | Enthaltungen                  | Enthaltungen        | 123         | 16,97 %     | 158         | 21,82 %     |
| Registrierte Wähler              | Registrierte Wähler   | Registrierte Wähler           | Registrierte Wähler | 725         |             | 724         |             |
|                                  |                       |                               |                     |             |             |             |             |
| Quelle: Ministère de l'Intérieur |                       |                               |                     |             |             |             |             |

Die Präsidentschaftswahlen 2022 in Payzac konnte Marine Le Pen für sich entscheiden.

## Wirtschaft

### Beschäftigung
Im Jahr 2015 betrug die erwerbsfähige Bevölkerung zwischen 15 und 64 Jahren 378 Personen bzw. 38,4 % der Gesamtbevölkerung. Im Vergleich zu 2010 hat sich die Zahl der Arbeitslosen von 43 auf 48 erhöht, die Arbeitslosenquote liegt somit jetzt bei 12,6 %.

### Unternehmen
Am 31. Dezember 2015 waren 127 Unternehmen in Payzac ansässig, davon 58 im Sektor Handel, Transport oder Dienstleistungen, 25 in Landwirtschaft, Forsten und Fischerei, 19 in der Industrie, 13 im Sektor Verwaltung, Bildung, Gesundheit oder Soziales und 12 im Baugewerbe.

## Persönlichkeiten
- Jean-Pierre Timbaud (1904–1941), Metallarbeiter und Sekretär der kommunistischen französischen Gewerkschaft CGT

## Sehenswürdigkeiten
- Verklärungskirche im Ortskern, Monument historique seit 1995
- Schloss Château de Payzac aus dem 15. Jahrhundert
- Brücke über die Auvézère Pont las Veyras (auch Pont Lasveyras oder Pont Laveyrat) aus dem 13. Jahrhundert
- Papiermuseum in Vaux, Monument historique seit 1996
- Mehrere ovale Scheunen, die einst Reetdächer besaßen, jetzt aber mit Wellblech eingedeckt sind
- Herrenhaus von  La Juvénie aus dem 17. Jahrhundert
- Motte bei La Châtaignolade
- Festes Haus von Montet, auch als Château du Montet bezeichnet
- Turm von Chavan, der zu Beginn des 18. Jahrhunderts zerstört wurde.

## Photogalerie

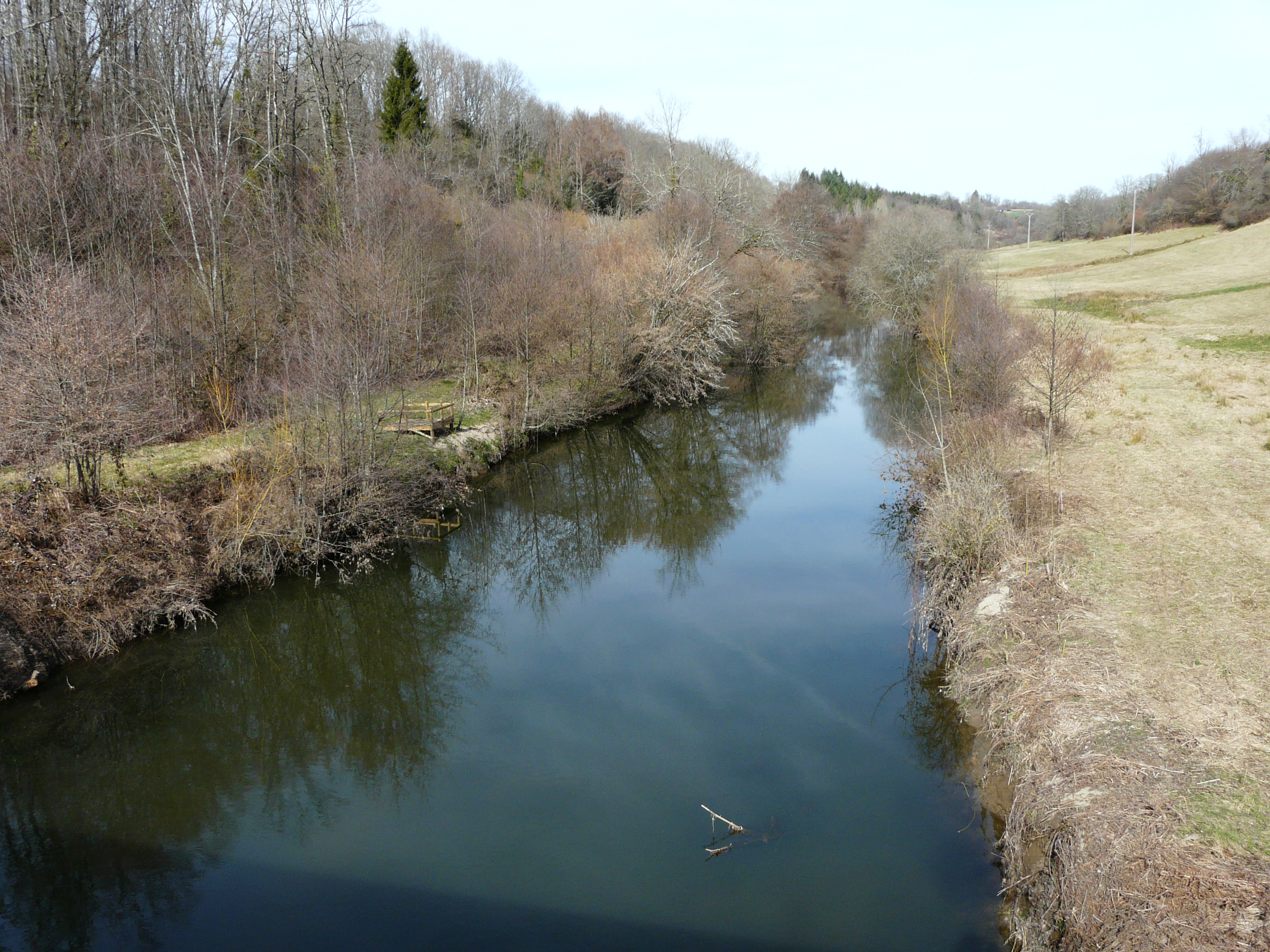
Die Auvézère flussaufwärts der D 75
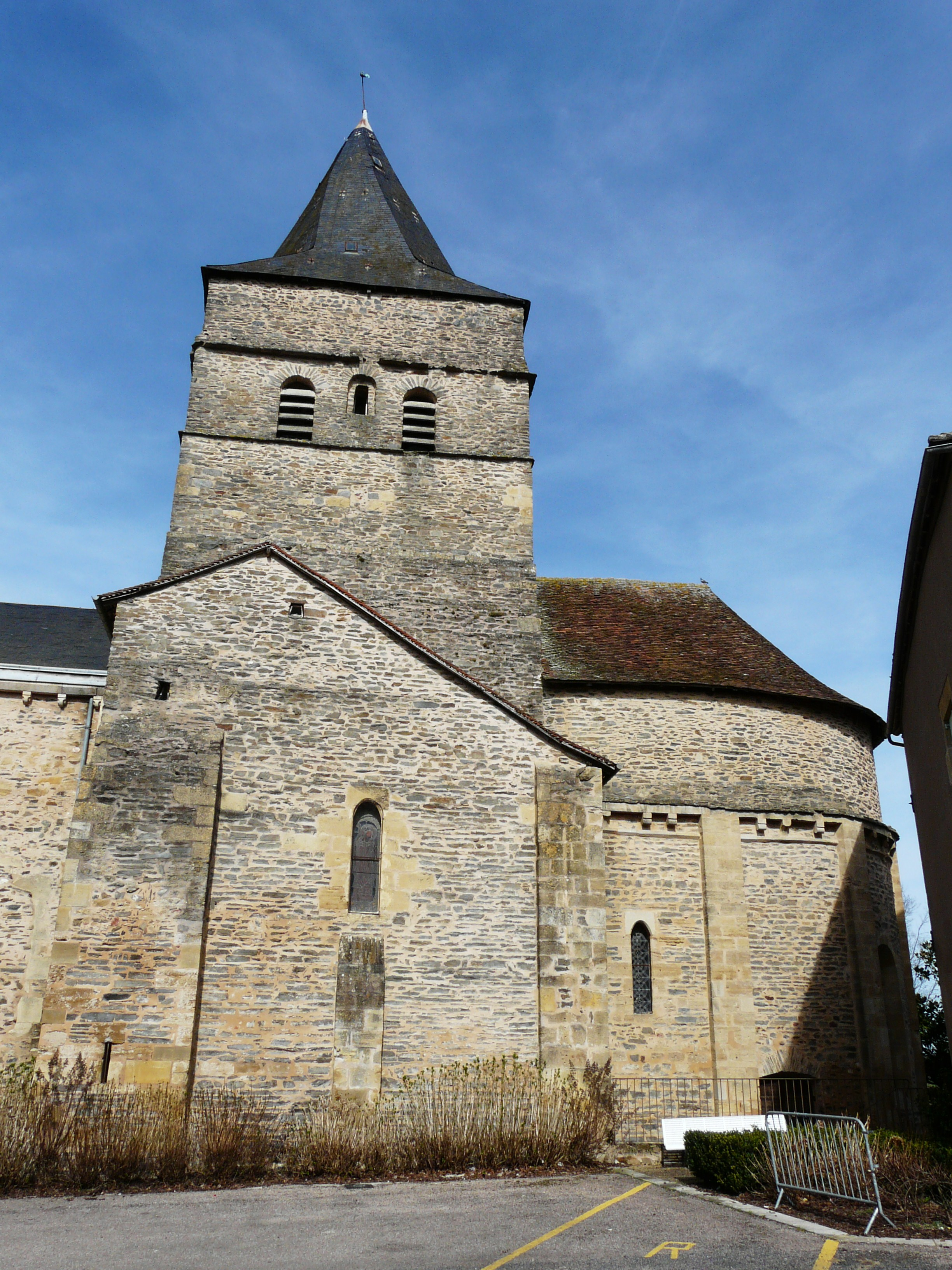
Verklärungs-Kirche in Payzac
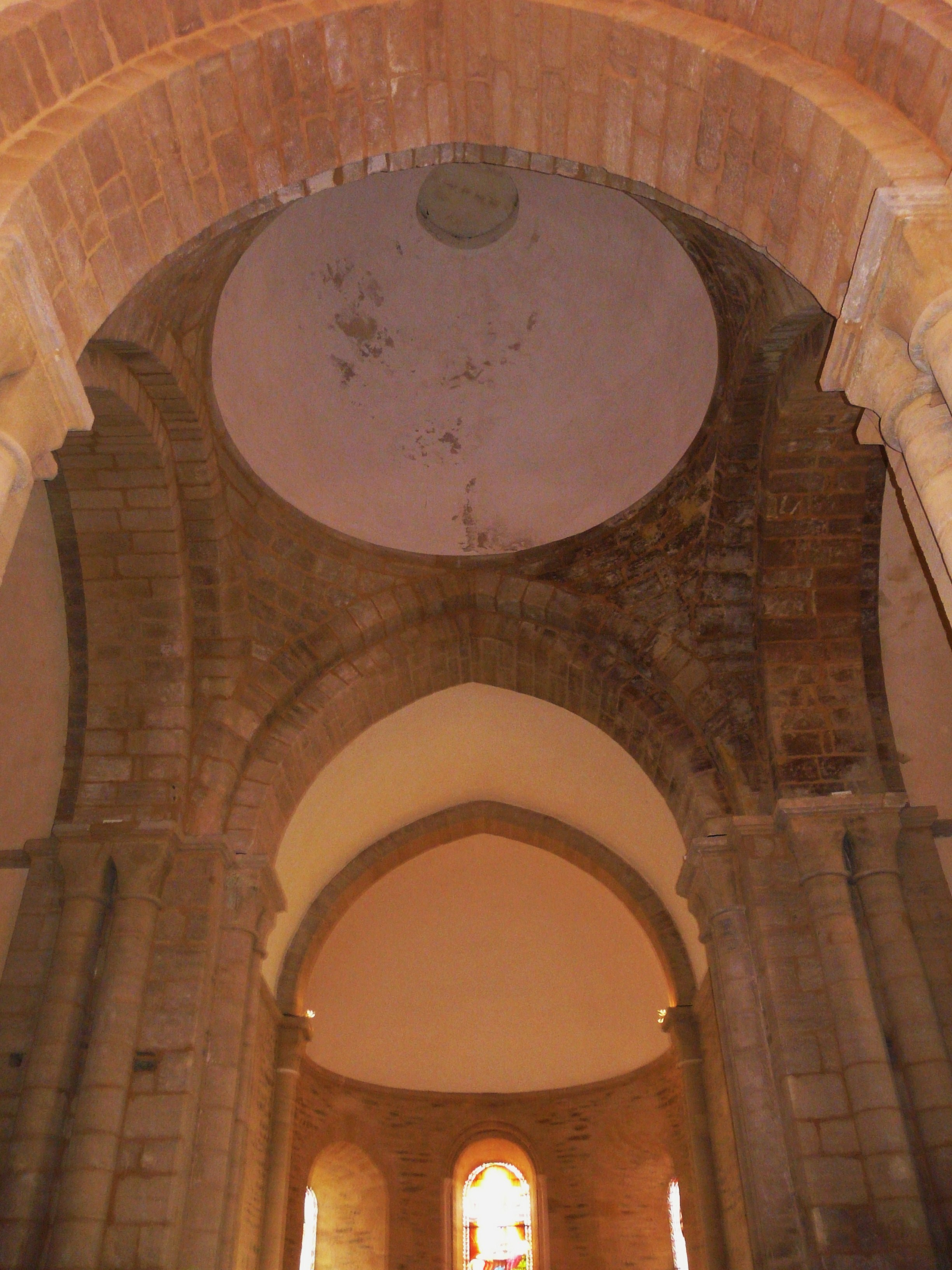
Kuppel in der Vierung der Verklärungs-Kirche
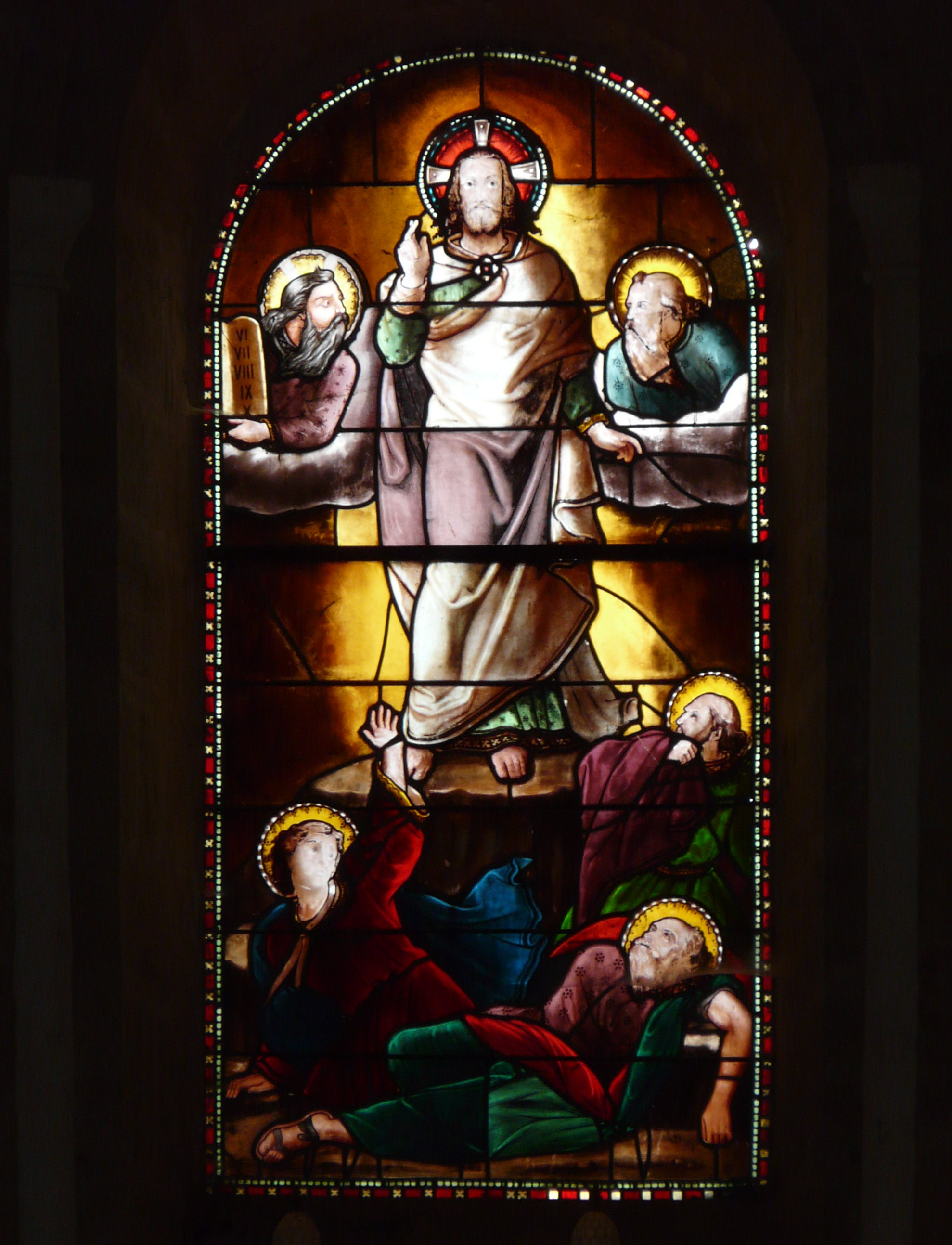
Zentrales Buntglasfenster im Chor
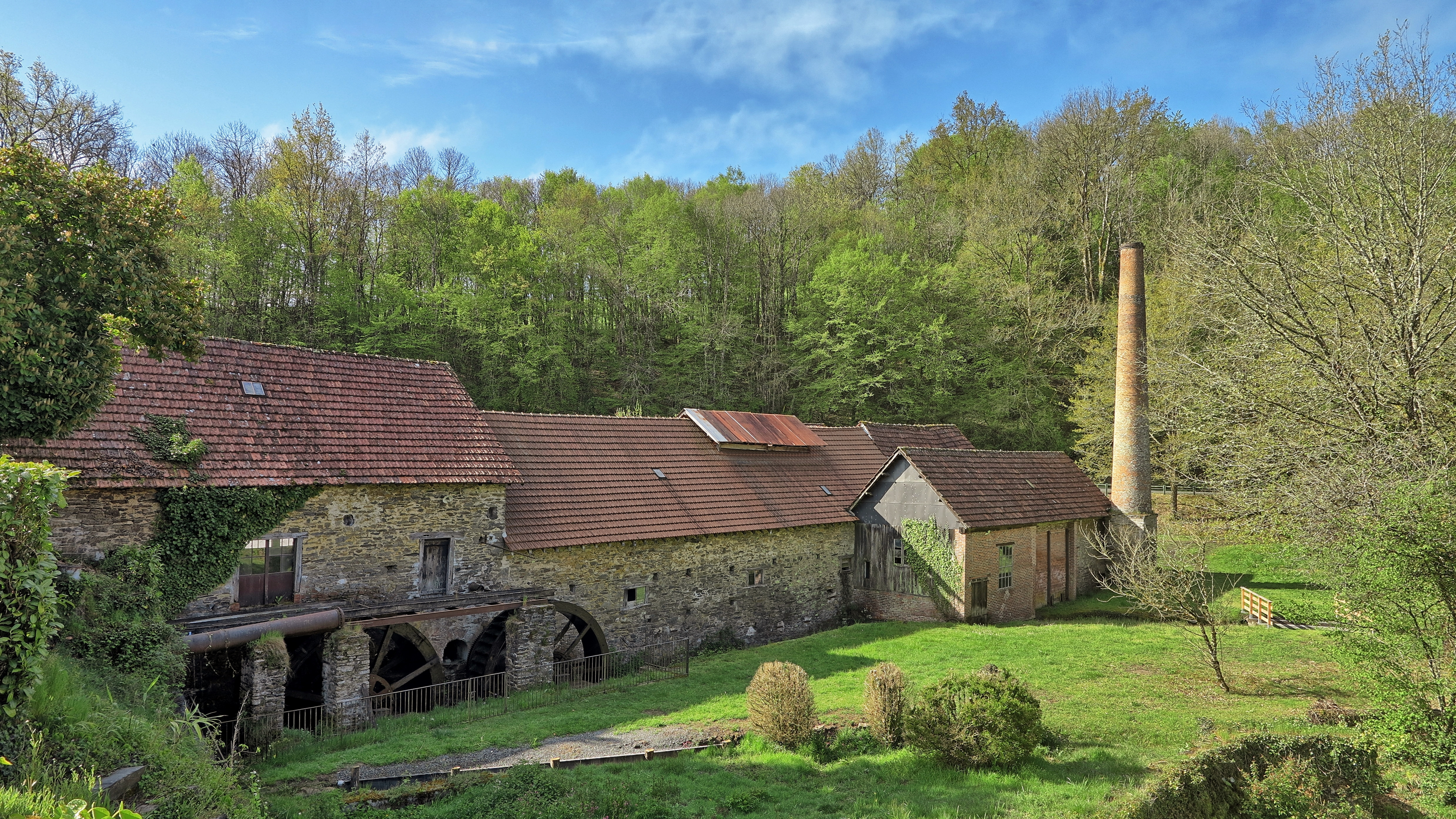
Die alte Papiermühle von Vaux
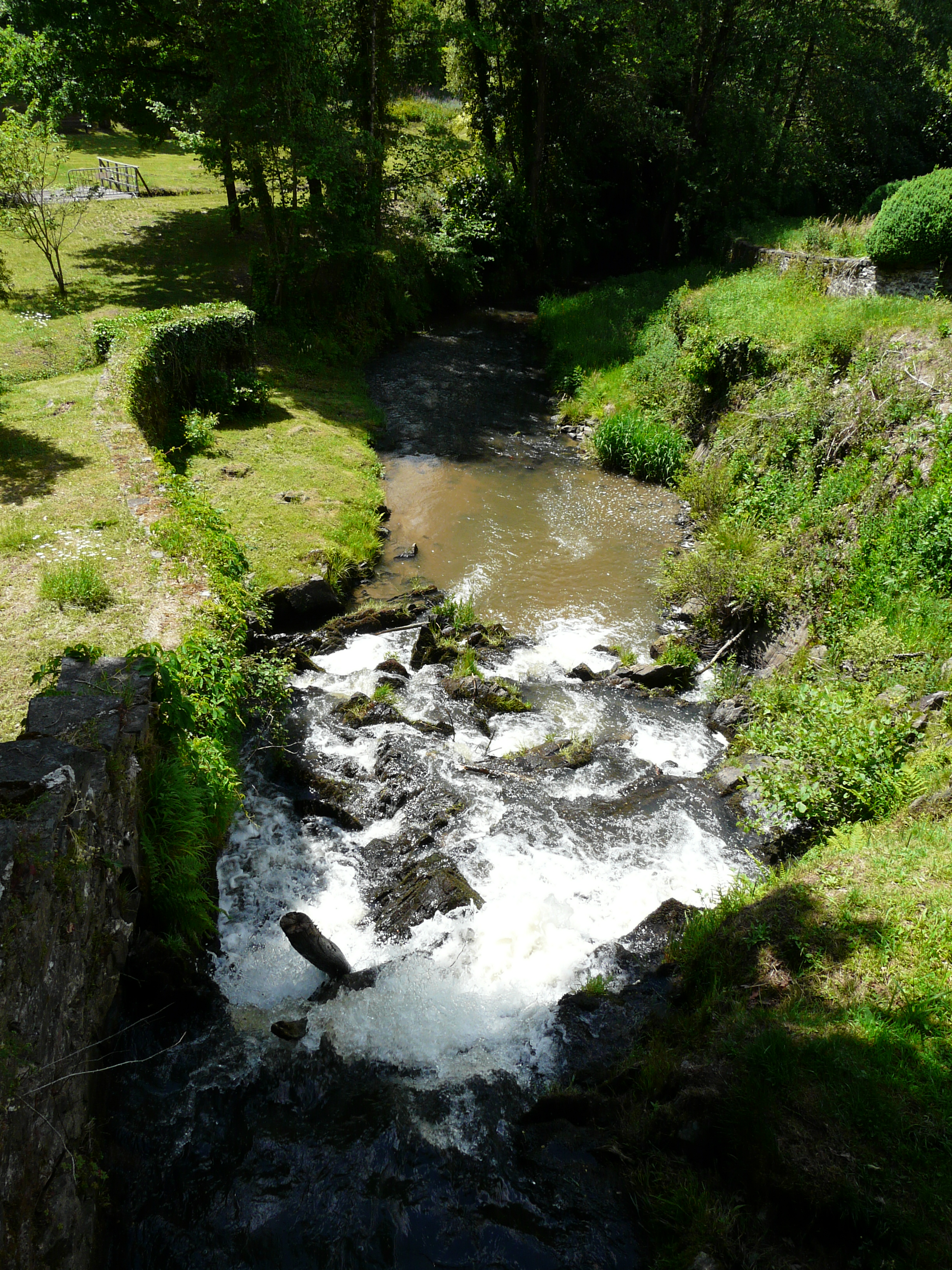
Kaskaden im Ruisseau des Belles-Dames an der Papiermühle
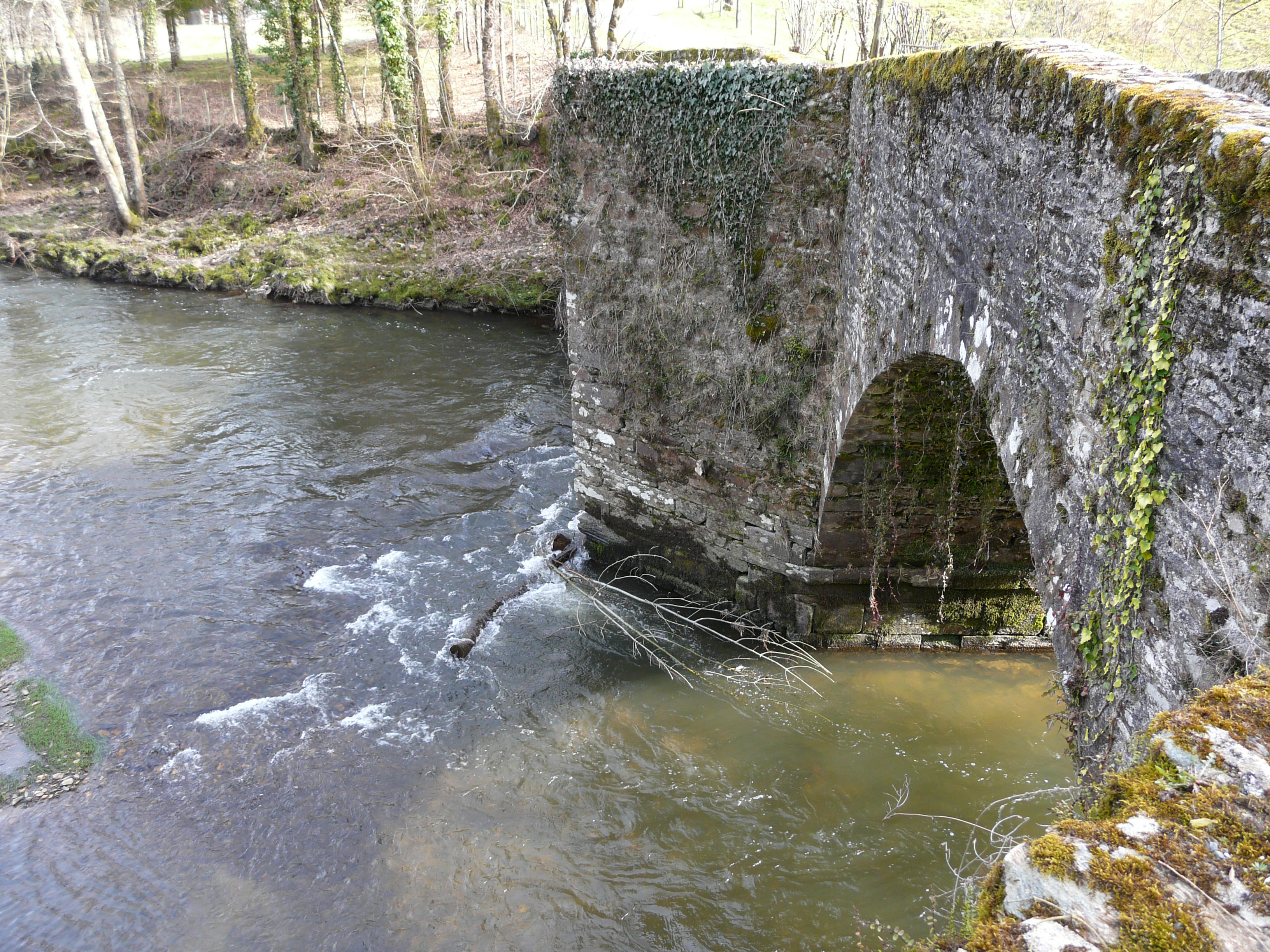
Die Brücke Pont las Veyras über die Auvézère
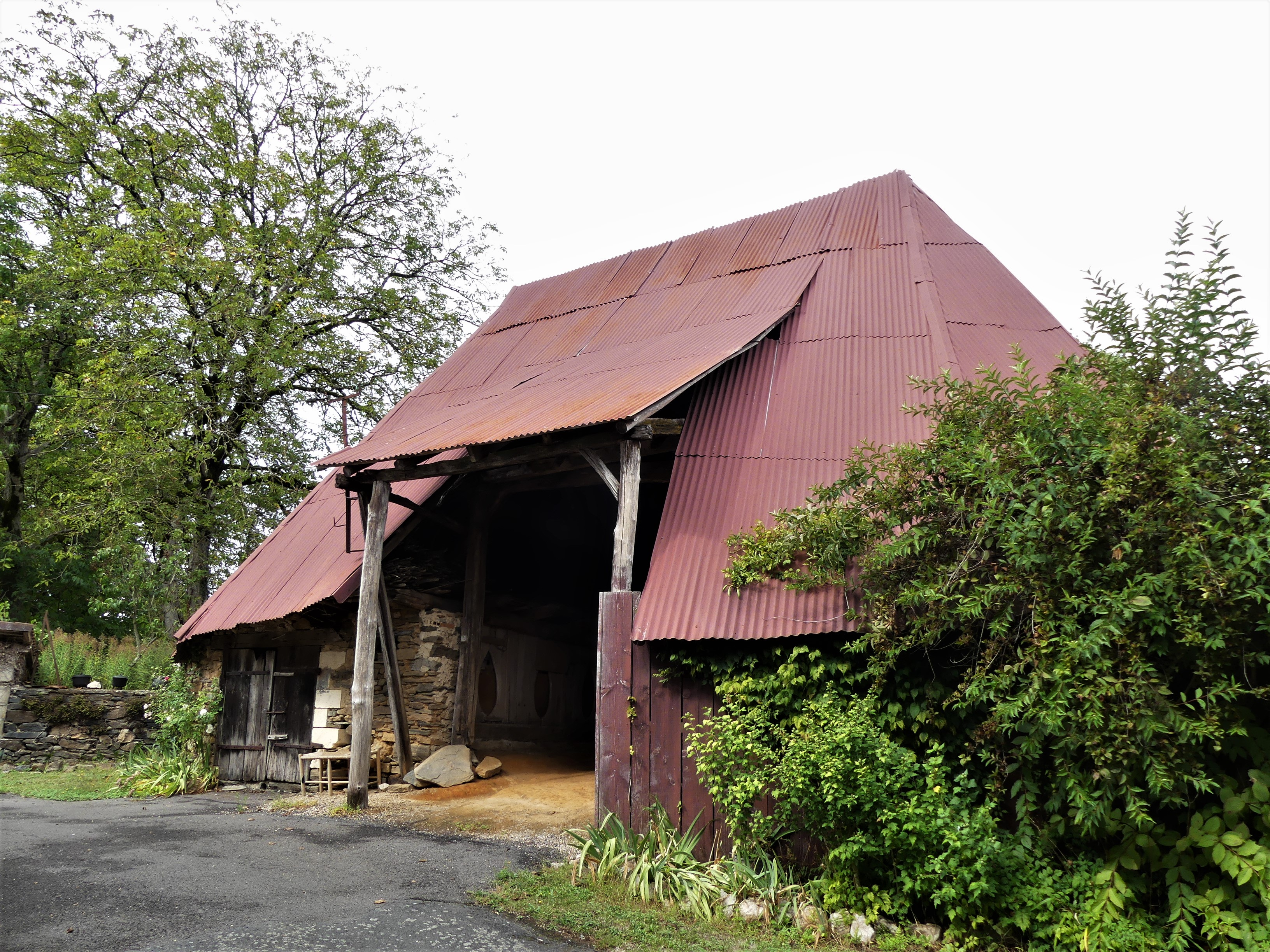
Ovale Scheune von Chaux
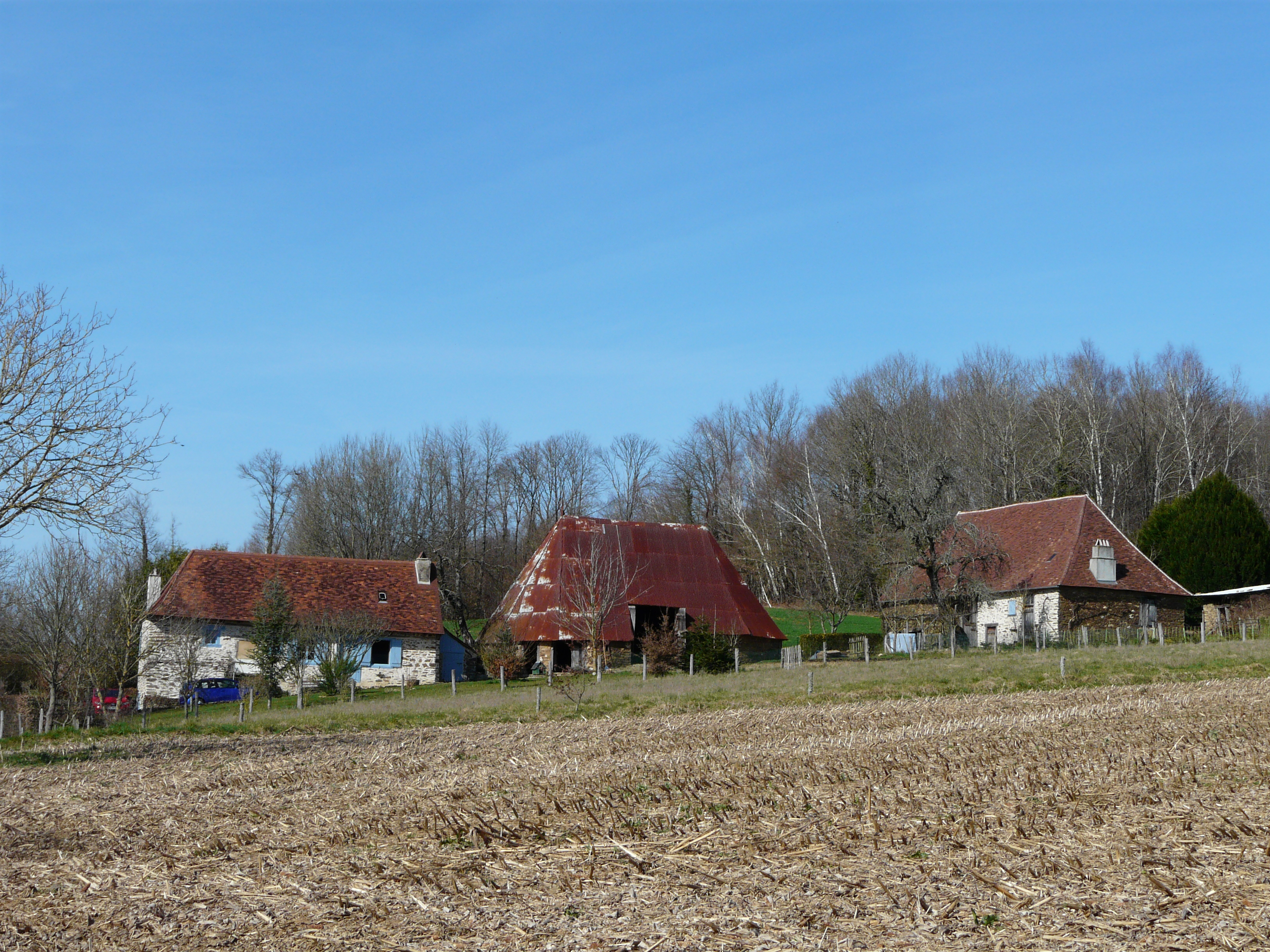
Der Weiler Rouveix
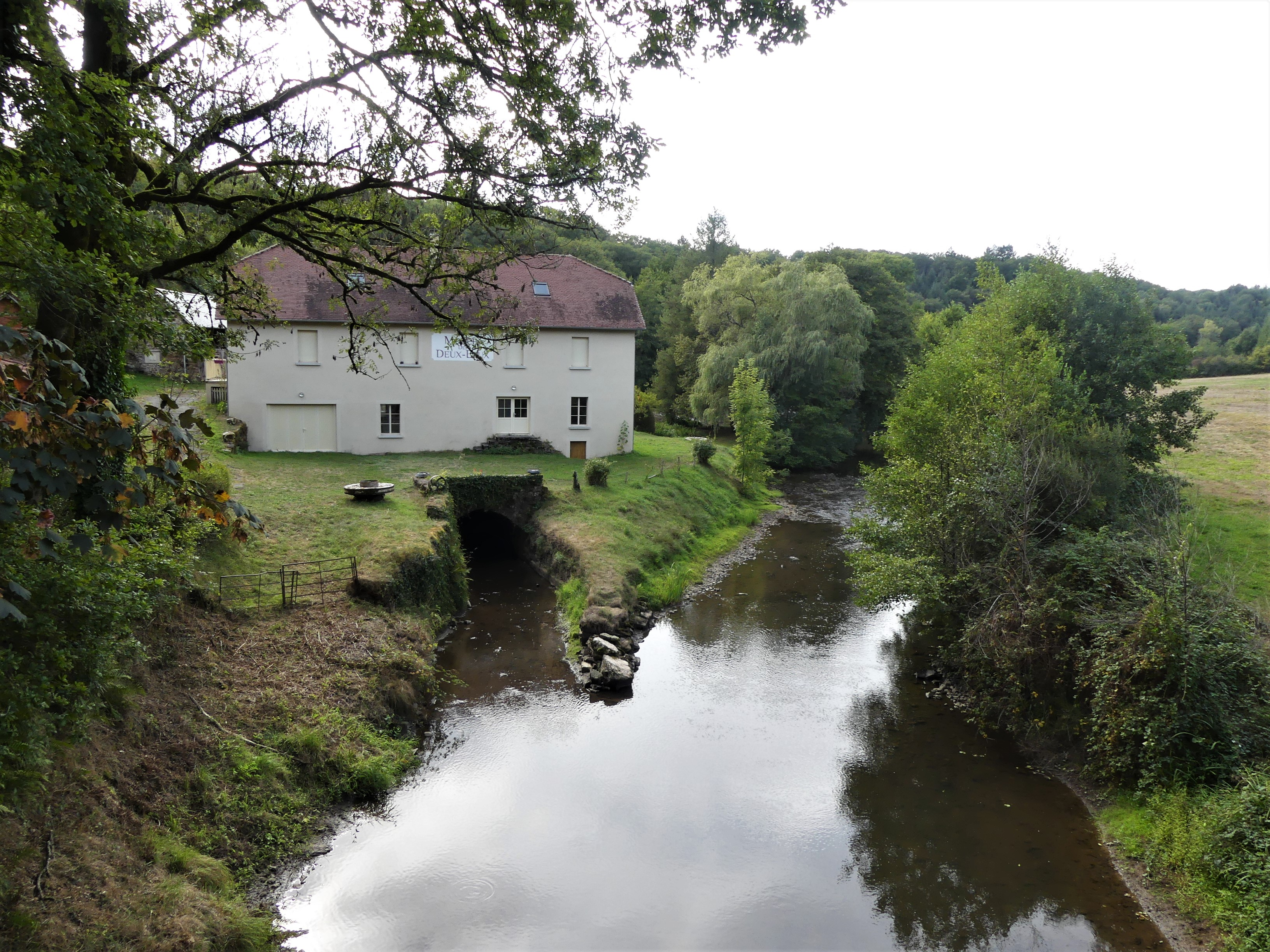
Die Boucheuse oberhalb der Mühle Deux-Eaux
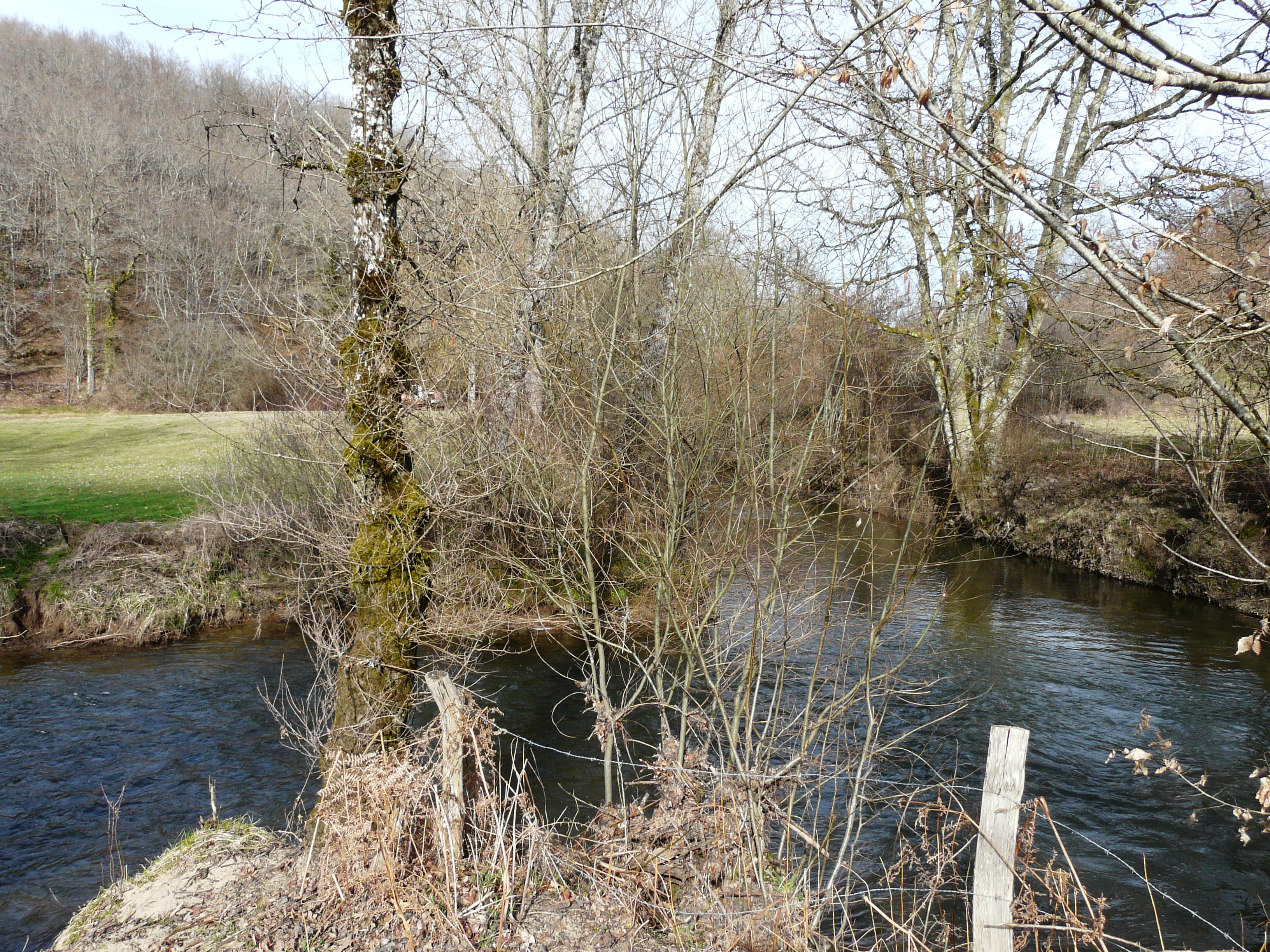
Mündung der Boucheuse in die Auvézère
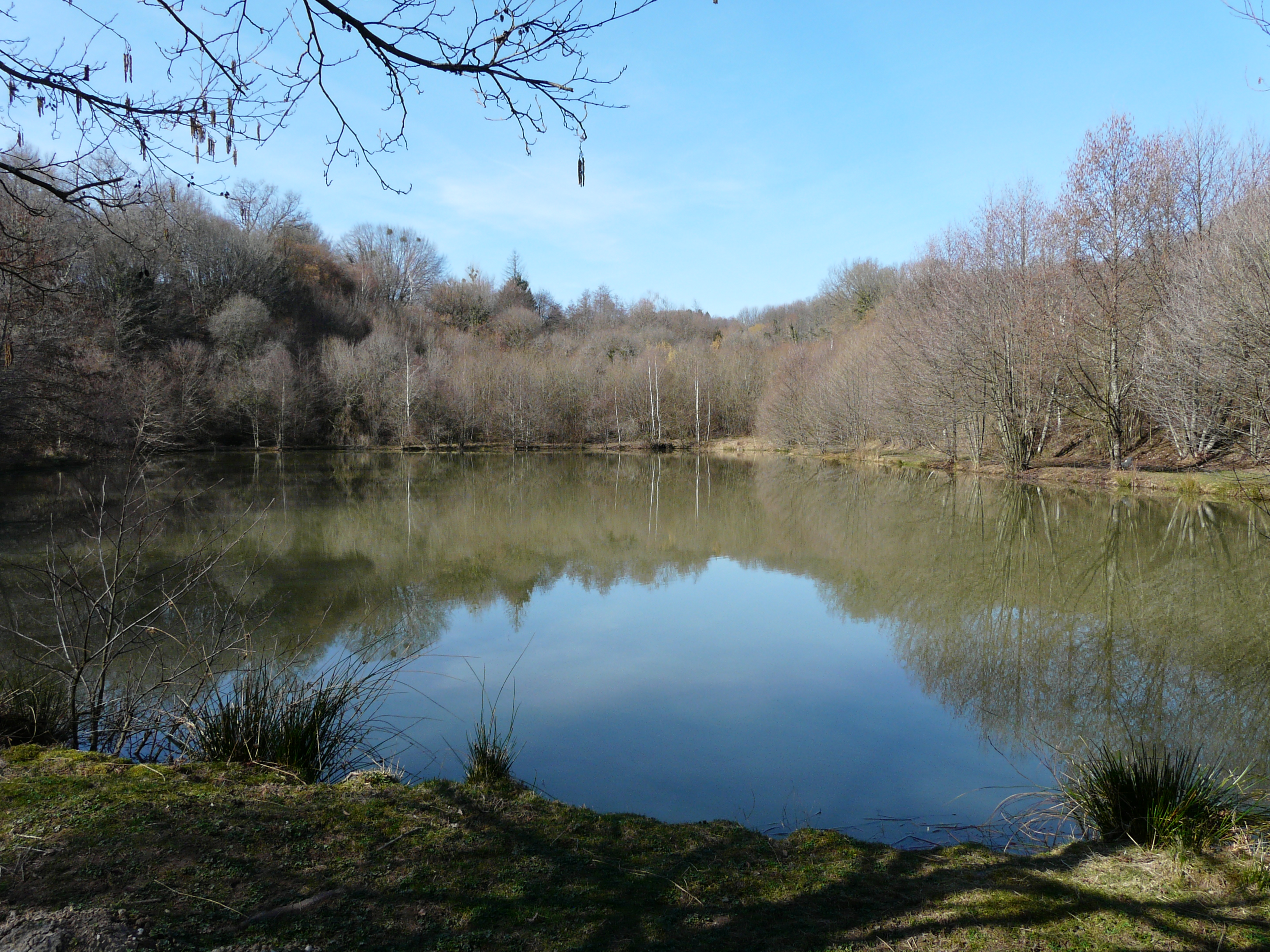
Weiher von Moulin du Chatain